# Nederlands kampioenschap schaatsen sprint 1975
Het Nederlands kampioenschap sprint 1975 (voor mannen) was de zesde editie van dit schaatsevenement dat over de sprintvierkamp (2x 500, 2x 1000 meter) werd verreden. Het vond plaats in het weekend van 11 en 12 januari op de onoverdekte ijsbaan van het IJsstadion Drenthe in Assen, tegelijkertijd met de Nederlandse kampioenschappen schaatsen allround 1975 (voor mannen en vrouwen).
Er namen net als in 1971 acht deelnemers aan deel. Eppie Bleeker prolongeerde de titel. De kampioen van 1973, Jos Valentijn, werd deze editie tweede. Na achtereenvolgens drie titels en twee tweede plaatsen werd Jan Bazen dit jaar derde. Debutanten dit jaar waren Jan Palsma, van 1970-1974 deelnemer in het allroundtoernooi waarbij hij achtereenvolgens als 15e, 13e, 6e, 7e en 9e in de eindrangschikking eindigde, en Arjaan van der Kreeke. De NK trok over beide dagen 4600 toeschouwers.
De sprinters Bazen, Bleeker en Olof werden samen met allroundkampioen Harm Kuipers aangewezen om deel te nemen aan de Wereldkampioenschappen schaatsen sprint 1975 op de onoverdekte ijsbaan Ullevi in Göteborg, Zweden. Valentijn was vanwege zijn (tijdelijke) aansluiting bij de professionele ISSL in 1973 nog steeds uitgesloten voor deelname aan ISU-wedstrijden.

## Uitslagen
Afstandmedailles
| Afstand  | 1e            | 2e            | 3e          |
| -------- | ------------- | ------------- | ----------- |
| 1e 500m  | Eppie Bleeker | Jos Valentijn | Jan Bazen   |
| 1e 1000m | Eppie Bleeker | Jos Valentijn | Jan Bazen   |
| 2e 500m  | Jos Valentijn | Eppie Bleeker | Johnny Olof |
| 2e 1000m | Eppie Bleeker | Jos Valentijn | Jan Bazen   |

Eindklassement
| Rang   | Schaatser             | Punten         | 500m         | 1000m               | 500m             | 1000m       |
| ------ | --------------------- | -------------- | ------------ | ------------------- | ---------------- | ----------- |
| Goud   | Eppie Bleeker         | 164.620 BR, CR | 40,59 (1) BR | 1.22,90 (1) BR, CR* | 40,54 (2)        | 1.24,08 (1) |
| Zilver | Jos Valentijn         | 164.855        | 40,76 (2)    | 1.23,80 (2)         | 40,15 (1) BR, CR | 1.24,09 (2) |
| Brons  | Jan Bazen             | 168.110        | 40,95 (3)    | 1.24,90 (3)         | 41,56 (4)        | 1.26,30 (3) |
| 4      | Johnny Olof           | 168.700        | 41,22 (4)    | 1.25,00 (4)         | 41,50 (3)        | 1.26,96 (7) |
| 5      | Piet de Boer          | 169.365        | 41,17 (4)    | 1.25,50 (5)         | 42,02 (5)        | 1.26,85 (6) |
| 6      | André Kraaijeveld     | 170.595        | 41,67 (6)    | 1.27,00 (7)         | 42,05 (6)        | 1.26,75 (5) |
| 7      | Jan Palsma            | 171.475        | 42,06 (7)    | 1.27,30 (8)         | 42,44 (7)        | 1.26,65 (4) |
| 8      | Arjaan van der Kreeke | 185.870        | 42,54 (8)    | 1.26,00 (6)         | 56,58 (8) **     | 1.27,50 (8) |

BR = baanrecord
CR = kampioenschapsrecord
* evenaring van het record uit 1971
** met val